# 현관

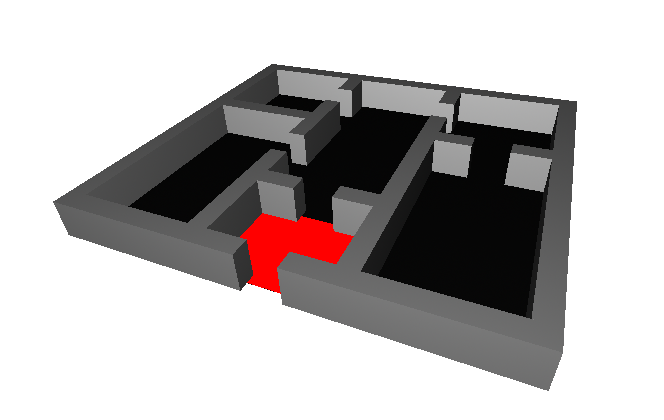
현관

현관(玄關)은 건물의 출입문과 건물 사이의 공간을 말한다. 일반적으로 보통의 집 등 각종 공동주택에서의 대표적인 출입구를 가리키며, 신발, 우산, 열쇠, 도장 등을 넣는 경우도 있고, 심지어는 우유 투입구가 설치되는 경우도 역시 있다.

## 문제점
현관에 설치된 우유 투입구에는 각종 범죄에 악용되는 요소로 꼽히고 있어, 절도와 관련된 범죄로 인해 비워두고 있는 각 가정의 안전에 문제가 발생하는 것이 매우 대두되기 때문이다.

## 갤러리

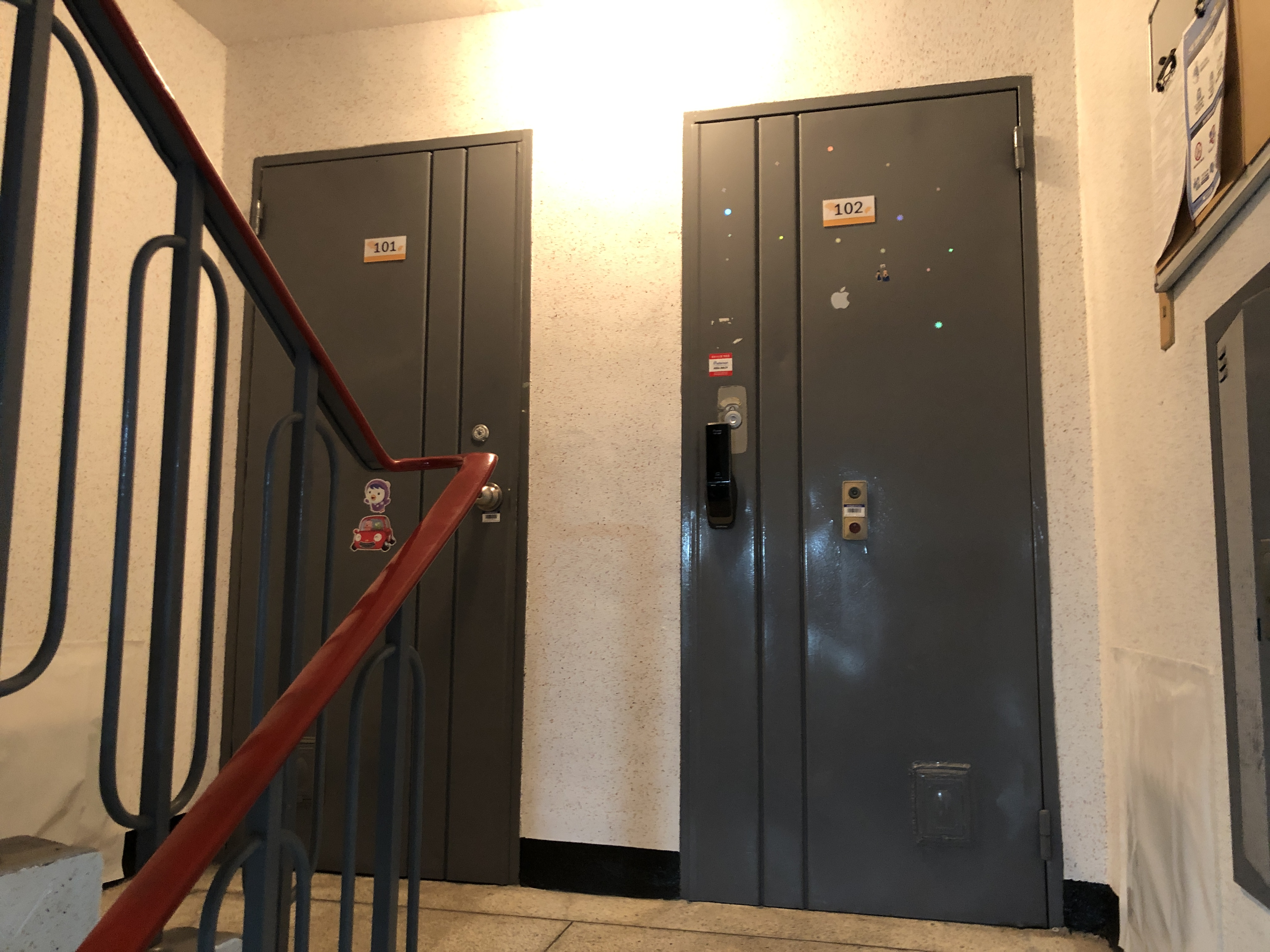
저층 아파트 각 호실별 출입구의 모습. 출입구도 현관의 일부를 역할로 한다.

## 같이 보기
- 신발을 벗는 관습
- 겐칸
- 안뜰 (해부학)